# سویوندیوکوو
سویوندیوکوو (به لاتین: Suyundyukovo) یک منطقهٔ مسکونی در روسیه است که در باشقیرستان واقع شده‌است.